# Língua pampanga
O pampango (, Kapampángan ou capampañgan, /kəːpəmˈpaːŋən/) é um dos principais idiomas falados nas Filipinas. É utilizado principalmente na província de Pampanga, na metade meridional da província de Tarlac e na metade setentrional da província de Bataan. O pampango também é compreendido em alguns barangays de Bulacão e Nova Ecija, e pelos aitas ou aetas de Zambales. Entre falantes de pampango a língua chama-se amánung sísuan (kúlitan: ), que significa "língua materna".

## História
O termo kapampángan deriva da raiz pampang, que significa "margem do rio". O idioma foi usado, historicamente, no Reino de Tondo, também conhecido como Reino de Lução, dominado pelos lakans. No século XVIII, dois livros foram escritos pelo frei Diego Bergaño a respeito do idioma; o Vocabulario de la lengua Pampanga e a Arte de la lengua Pampanga. O pampango produziu dois grandes autores literários no século XIX: o padre Anselmo Fajardo, célebre por suas obras Gonzalo de Córdova e Comedia Heróica de la Conquista de Granada, e Juan Crisóstomo Soto, autor de diversas peças teatrais, como Alang Dios, de 1901. A "justa" poética Crissotan foi composta em pampango por Amado Yuzon, indicado ao Prêmio Nobel da Paz e de Literatura na década de 1950 para imortalizar Soto por sua contribuição à literatura pampanga.